# Diecezja Cerignola-Ascoli Satriano
Diecezja Cerignola-Ascoli Satriano (łac. Diœcesis Ceriniolensis-Asculana Apuliæ) – diecezja rzymskokatolicka we Włoszech. Powstała w 1550 jako opactwo terytorialne Cerignola. Promowana do rangi diecezji 1819. W 1986, po połączeniu ze zlikwidowaną diecezją Ascoli Satriano (z którą była połączona unią aeque principaliter od 1819) zyskała obecną nazwę.

## Główne świątynie
- Katedra: Bazylika katedralna św. Piotra w Cerignoli
- Konkatedra: Konkatedra Narodzenia Najświętszej Maryi Panny w Ascoli Satriano

## Lista biskupów diecezjalnych

### Diecezja Ascoli Satriano
- Giosuè de Gaeta (1480–1509)
- Agapito de Gaeta (1509–1512)
- Giosuè de Gaeta (1513–1517)
- Giovanni Francisco de Gaeta (1517–1566)
- Marco Landi (1567–1593)
- Francesco Bonfiglio O.F.M. Conv. (1593–1603)
- Ferdinando D’Avila, O.F.M. (1594–1620)
- Francesco Maria della Marra (1620–1625)
- Francesco Andrea Gelsomini, O.E.S.A. (1625–1629)
- Giorgio Bolognetti (1630–1639)
- Michael Rezzi (Resti) (1639–1648)
- Pirro Luigi Castellomata (1648–1656)
- Giacomo Filippo Bescapè (1657–1672)
- Felice Via Cosentino (1672–1679)
- Filippo Lenti (1680–1684)
- Francesco Antonio Punzi (1685–1728)
- Francesco Antonio de Martini (1728–1737)
- Giuseppe Campanile (1737–1771)
- Emanuele di Tommaso (1771–1807)

### Diecezja Ascoli Satriano e Cerignola
- Antonio Maria Nappi (1818–1830)
- Francesco Iavarone (1832–1849)
- Leonardo Todisco Grande (1849–1872)
- Antonio Sena (1872–1887)
- Domenico Cocchia, O.F.M. Cap. (1887–1900)
- Angelo Struffolini, D.C. (1901–1914)
- Giovanni Sodo  (1915–1930)
- Vittorio Consigliere, O.F.M. Cap. (1931–1946)
- Donato Pafundi (1946–1957)
- Mario Di Lieto (1957–1987)

### Diecezja Cerignola-Ascoli Satriano
- Vincenzo D’Addario (1987–1990)
- Giovanni Battista Pichierri (1990–1999)
- Felice di Molfetta (2000–2015)
- Luigi Renna (2015–2022)
- Fabio Ciollaro (od 2022)